# بتيريدين
الإبْتِرِدِين (بالألمانية: Pteridin) مركب عضوي حلقي غير متجانس صيغته C6H4N4، وهو يتألف بنيوياً من حلقتي بيريميدين وبيرازين.
تدعى المركبات المشتقة من البتيريدين باسم بتيريدينات. تعد البتيرينات والفلافينات من البتيريدينات ذات الأهمية الحيوية.
تم التعرف على الإبتردينات لأول مرة في ثلاثينيات القرن 20 م من طرف الكيميائي الألماني هَيْنريك أُتو فيلند، وذلك في جناح الفراشة.

## التحضير
يمكن أن يحضر المركب من تفاعل 5,4-ثنائي أمينو البيريميدين مع الغليوكسال:

## الخواص
يوجد المركب في الشروط القياسية على شكل صلب بلوري أصفر اللون، والذي ينصهر عند حوالي 140 درجة سلسية.